# Sistema polifásico

Ciclo de tensão de um sistema trifásico

Um sistema polifásico é um meio de distribuição de energia elétrica de corrente alternada. Sistemas polifásicos possuem três ou mais condutores elétricos energizados que transportam corrente alternada com uma compensação de tempo definida entre as ondas de tensão em cada condutor. Sistemas polifásicos são particularmente úteis para transmitir energia para motores elétricos. O exemplo mais comum é o sistema de energia trifásico usado para aplicações industriais e para transmissão de energia. Uma vantagem maior da transmissão de energia trifásica (usando três condutores, como oposto a transmissão de energia de fase única, que usa dois condutores) é que, uma vez que os condutores remanescentes ajam como caminho de retorno para qualquer condutor único, a energia transmitida por um sistema trifásico balanceado é três vezes aquele de uma transmissão de fase única mas apenas um condutor extra é usado. Assim, um aumento de 50% / 1.5x nos custos de transmissão alcançam um aumento de 200% / 3.0x na energia transmitida.

## Leitura posterior
- Thompson, S. P. (1900). Correntes polifásicas e motores de corrente alternada. New York: Spon & Chamberlain.